# Markus Wilfling
Markus Wilfling (* 1966 in Innsbruck) ist ein österreichischer Künstler.

## Werdegang
Wilfling besuchte von 1988 bis 1989 die Meisterschule der Malerei bei Gerhard Lojen in der Kunstgewerbeschule Graz und studierte von 1989 bis 1993 Bildhauerei bei Bruno Gironcoli an der Akademie der bildenden Künste Wien.

## Künstlerische Arbeit

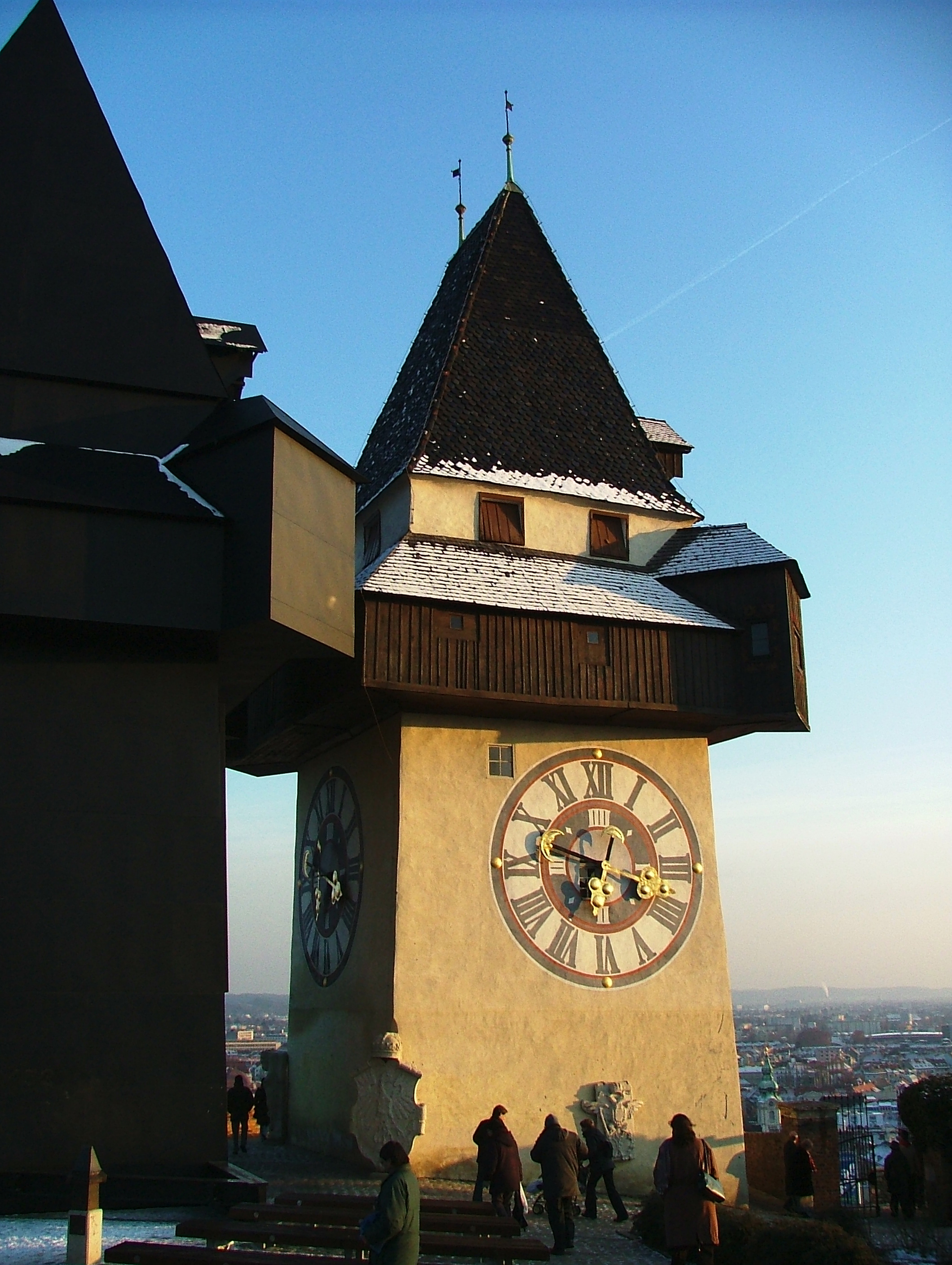
Schattenobjekt des Grazer Uhrturms (2003)

Schatten, Spiegel und Skulpturen. Schattenobjekte wie jenes des Grazer Uhrturms entstammen der in etlichen Objekten übersetzten Idee, durch plastische Schatten eine illusionistische Rauminterpretation zu erzielen. Feuerlöscher, Kleiderständer und anderes mehr werden als Objekt und Schattenobjekt gestaltet. Ein weiteres Thema sind Spiegel und Spiegelobjekte wie das Spiegelobjekt Huhn aus dem Jahr 2004, oder das begehbare Spiegelkabinett 2007 in der Kunsthalle Krems. Versinkende Objekte wie Parkbänke oder Badewannen sind ein weiteres wichtiges Betätigungsfeld.

## Einzelausstellungen
- 2009 Michael Kinzer vs markus Wilfling, Projektraum Viktor Bucher, Wien
- 2009 Zwischen Alpha X und Omega, artepari contemporary, Graz
- 2009 Galerie am Stein, Monika Perzl, Schärding
- 2008 Die einen und die anderen, Galerie Eugen Lendl, Graz
- 2007 Zwischen, Projektraum Viktor Bucher, Wien
- 2007 Spiegelkabinett, Personale, Kunsthalle, Krems an der Donau
- 2007 Alice is where is Alice, Öst. Kulturinstitut, London
- 2006 Eckdaten, Theatercafe, Klagenfurt
- 2005 Made for Admont, Artist in Residence, Museum für Gegenwartskunst, Benediktinerstift Admont
- 2004 Lost in Order, Projektraum Viktor Bucher, Wien
- 2004 Erinnerung einer Skulptur, Katholische Hochschulgemeinde Graz
- 2003 Konturen der Leere, Galerie Eugen Lendl, New Space, Graz (Personale)
- 2003 Deleted - New Game - Run, Schloss Retzhof, Leibnitz
- 2002 Galerie im Marenzihaus, Leibnitz (Personale)
- 2001 Die Verabredung, Installation im Stiegenhaus der Neuen Galerie, Graz (Personale, Katalog)
- 2001 Kurz und gut, Galerie 4U, Bruck an der Mur (Personale)
- 2001 Mehr und weniger, Galerie Eugen Lendl, Graz (Personale)
- 2000 Phantom’s Room, Galerie CC, Graz (Personale)
- 1999 Schnell, Prompt, Nüchtern (mit Michael Kienzer) Galerie aller Art, Bludenz
- 1999 Der zerbrochene Kopf (mit Michael Kienzer), Galerie 422, Gmunden
- 1998 Schattenobjekte, Urania, Graz
- 1997 Walking on it, Trabant, Wien
- 1997 Schattenobjekte, Ausstellungsraum Mezzanin, Wien
- 1994 Museum Rave, Joanneum Ecksaal, Graz (Personale)
- 1992 Nebenbei bemerkt, Theseustempel, Wien
- 1989 Interventionen (mit Stefanie), Galerie der Gruppe 77, Graz

Darüber hinaus hatte Wilfling seit 1989 zahlreiche Ausstellungsbeteiligungen.

## Kunst im öffentlichen Raum (Auswahl)
- 2018 KUNSTradln in Millstatt, Seepromenade, Millstatt am See
- 2009 gedächtnis, flood retention basin, Labuch
- 2009 Parabol, Forum Stadtpark, Graz
- 2009 Air Works, Donaulände, Linz, Borealis (mit Erwin Wurm, Gunter Damisch, Julie Hayward, Michael Kienzer, Peter Kogler und unter anderen)
- 2007 Himmel, Installation im Hof des Kulturzentrums bei den Minoriten, Graz
- 2005 Brunnen im ehemaligen Dominikanerkloster Graz (in Kooperation mit Michael Kienzer)
- 2003 Schattenobjekt Uhrturm, Graz 2003
- 2002 Miami Blue, Installation in der Kirche Sankt Andrä, Steirischer Herbst, Graz

## Auszeichnungen
- 1993 Akademie der bildenden Künste Wien: Meisterschülerpreis für Bildhauerei
- 1999 Neue Galerie, Graz: Arbeitsstipendium beim Förderungspreis für zeitgenössische Kunst Steiermark
- 2001 Stadt Graz: Förderungspreis für Bildende Kunst
- 2003 Diözese Graz-Seckau: Kunstpreis für zeitgenössische Bildende Kunst
- 2009 Land Steiermark: Auslandsstipendium in Mexiko

## Bibliografie
- Zwischen dem Raum, Monografie, Bibliothek der Provinz, ISBN 978-3-900000-61-5 mit Texten von Kerstin Barnick-Braun, Werner Fenz, Elisabeth Fiedler, Günther Holler-Schuster. Hartwig Knck und Wenzel Mracek, 226 Seiten, 196 Farbabbildungen.